# Hamada Al-Zubairi
Hamada Al-Zubairi (tiếng Ả Rập: حمادة الزبيري; sinh ngày 1 tháng 6 năm 1990) là một cầu thủ bóng đá Yemen thi đấu cho Al-Ahli San'a' và Đội tuyển bóng đá quốc gia Yemen.

## Sự nghiệp

### Oman
Al-Zubairi chính thức chuyển đến Saham Club tại Giải bóng đá chuyên nghiệp Oman vào đầu năm 2016 với hợp đồng kéo dài đến ngày 10 tháng 5 cùng năm. Anh đã hỗ trợ đội trong trận đấu tại Cúp Sultan Qaboos 2015-16, giành chức vô địch với tỉ số chung cuộc 1-0. Trước đó, anh đã gia nhập 4 câu lạc bộ.

### Quốc tế
Đỉnh cao trong sự nghiệp thi đấu quốc tế của anh là giữ băng đội trưởng trong trận đấu giữa Đội tuyển quốc gia Yemen và Iraq.